# Кеті Блер
Кетрін Аманда Блер  (англ. Katherine Amanda "Katie" Blair; нар. 29 грудня 1987 року) — американська актриса, модель і королева краси, яка перемогла "Міс підліток США 2006", стала першою людиною зі штату Монтана, яка здобула головний конкурс. 
Стала першою представницею зі штату Монтана виграла титул. У 2011 році, вона стала Міс Каліфорнія після того, як Алісса Кампанелла стала переможницею Міс США 2011.

## Участь в конкурсах краси

### Юна міс Монтана
2006 рік, взяла участь в конкурсі краси Юна міс США 2006, що пройшов в Палм-Спрінгс, штат Каліфорнія і стала першою представницею штату, яка завоювала титул. 
Отримала корону з рук попередньої переможниці Еллі Лафорс.
Після перемоги в конкурсі, з нею був укладений контракт з Trump Model Management і навчання в The School for Film and Television в Нью-Йорку. 
Була запрошена гостю на телеканалі NBC в мильній опері під назвою Пристрасть.
24 серпня 2007 року, передала корону наступній переможниці Хіларі Круз, представниці штату Колорадо.

## Юна міс США

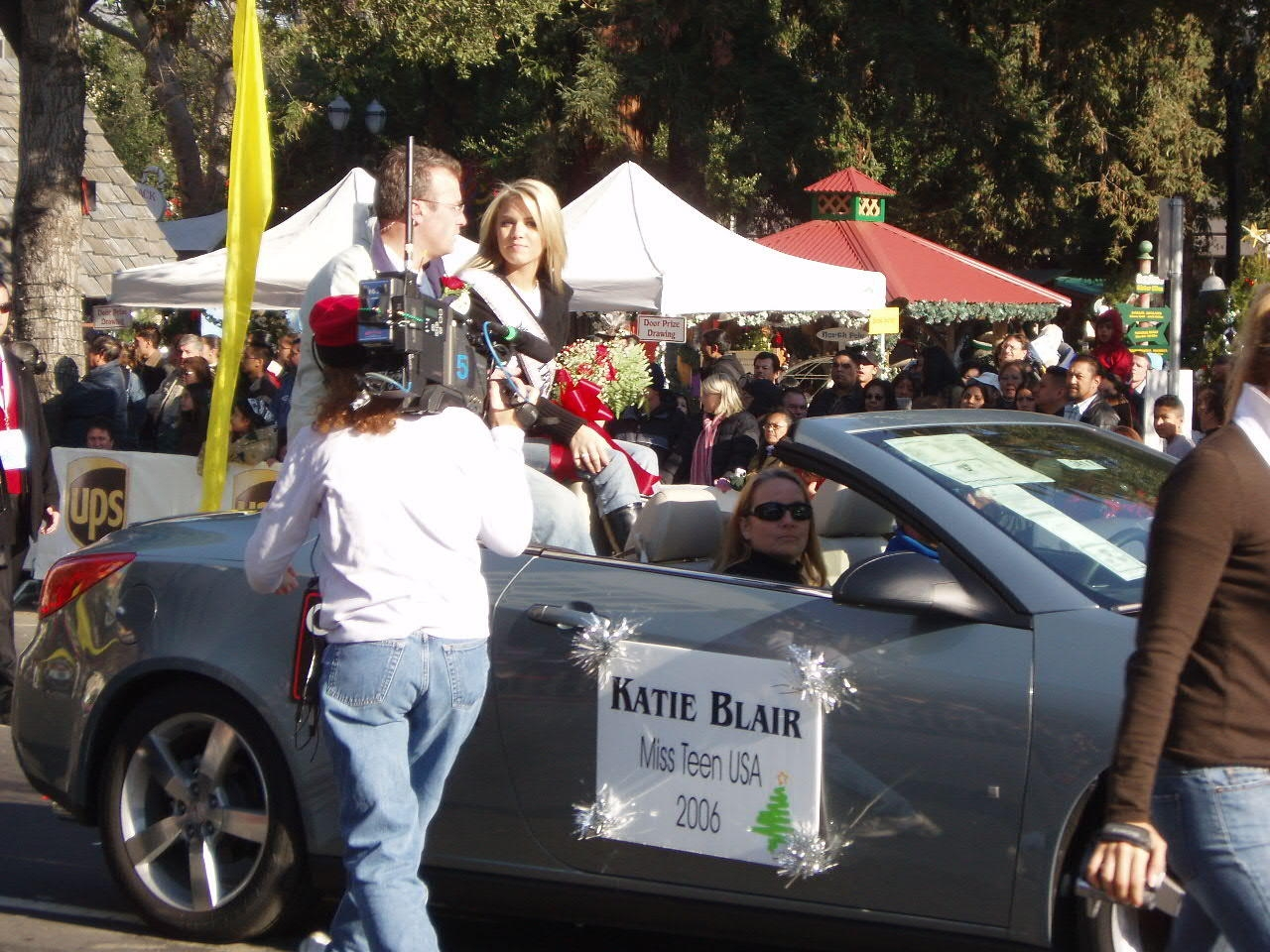
Блер на San Jose Holiday Parade

Прожила в Нью-Йорку, живучи в апартаментах Trump Place з переможницею Міс Всесвіт і Міс США 2006 — Тарон Коннор. 
Як переможниці, вона збирала гроші на благодійність. 
Прожила більшу частину життя в Шугар-Ленд, штат Техас і відвідувала школу Stephen F. Austin High School. Закінчила Billings West High School в 2006 році і ланіровала надійти в Університет штату Луїзіана. 
Але після перемоги в конкурсі, відклала вступ. 
Після перемоги, дала кілька інтерв'ю різним ЗМІ, як WPIX New York і Dayside на телеканалі Fox News . 
Вересень 2006 року, повернулася в Біллінгс, Монтана в ролі переможниці Юній міс США. Міська рада оголосила день як "Katie Blair Day" і вручила їй ключ від міста. 
Вручила корону Челсі Нельсон, Юній міс Монтана 2007. 

### Алкоголь і наркотики
19 грудня 2006 року, Дональд Трамп повідомив, що Тарі Коннер, буде повернуто її титул (Міс США 2006), якщо пройде лікування від наркоманії.  Після перемоги Тари Коннор в конкурсі, стверджувалося, що вона вживала алкоголь і кокаїн. Кеті Блер, як стверджувалося, не досягнувши повноліття, вживала алкоголь. 20 грудня 2006 року, за повідомленням Mothers Against Drunk Driving, Кеті Блер не повинна бути доповідачкою на теми пов'язані з алкоголізмом. 

## Телебачення
Знімалася в реаліті шоу Дональда Трампа Pageant Place, який транслювався на телеканалі MTV з Рейчел Сміт, Хіларі Круз і Ріе Морі. Початок показу відбулася 10 жовтня, 2007 року. У шоу з'явилася кілька разів Тара Коннор. Кеті і Тара підтримували дружні відносини на шоу.

## Міс Каліфорнія
Стала 1-й Віце Міс Каліфорнія 2011 року після перемоги Аліси Кампанелли, яка в свою чергу була переможницею в іншому конкурсі краси Юна міс Нью-Джерсі 2007. 
25 червня 2011 року, через тиждень після перемоги, завоювала корону національного конкурсу краси Міс США 2011, режисер Міс Каліфорнія Кіт Льюїс представив нову володарку титулу в особі Кеті Блер.